# إسلامجان نصيروف
إسلامجان نصيروف (الروسية: Исламжан Касымжанович Насыров)؛ (بالقازاقية: Исламжан Қасымжанұлы Насыров) هو لاعب كرة قدم روسي كازاخستاني، من مواليد 8 أبريل 1998، يلعب لنادي أرسنال تولا.

## روابط خارجية
- إسلامجان نصيروف على موقع قاعدة بيانات كرة القدم.إي يو (الإنجليزية)
- إسلامجان نصيروف على موقع Soccerway.com (الإنجليزية)
- إسلامجان نصيروف على موقع عالم كرة القدم.نت (الإنجليزية)